# What Can I Do for You?
What Can I Do for You? – piosenka skomponowana przez Boba Dylana, nagrana przez niego w lutym 1980 r., wydana na albumie Saved w czerwcu 1980 r.

## Historia i charakter utworu
Utwór ten został nagrany w Muscle Shoals Sound Studio w Sheffield w Alabamie 12 lutego 1980 r. Była to druga sesja nagraniowa tego albumu. Producentem sesji byli Jerry Wexler i Barry Beckett.
Mimo częstych odniesień do Biblii, jest to z najczęściej krytykowanych tekstów Dylana, postrzegany jak całkowicie wtórny, odtwórczy, nadęty i mało inteligentny. Zasadniczo ma formę listu miłosnego do Świętego Ducha, w którym narrator skromnie pyta Boga jak On pragnąłby aby mu najlepiej służyć, co zresztą pozostaje bez odpowiedzi. Odpowiedzi zapewne nie ma dlatego, gdyż Dylan właściwie przedstawia tylko propozycje, a nie rozmawia z Bogiem. Jest to płytkie, bez głębszego zaangażowania duchowego.
Wers z ostatniej zwrotki "I know all about poison, I know all about fiery darts" powstał pod wpływem Listu do Efezjan św. Pawła (6:11-16). Większość tekstu jest natomiast oparta na paschalnym Psalmie 116, który ma podobny do piosenki ton (np. 116:12).
Pomimo krytyki Dylan wykonywał tę piosenkę podczas gospelowych tournée w latach 1979 i 1980. Niektórzy krytycy uważają, że jego sola na harmonijce ustnej w tej piosence były mistrzowskie, dorównujące tym z koncertów w 1966 roku.

## Muzycy
Sesja 2
- Bob Dylan - wokal, gitara; harmonijka
- Fred Tackett - gitara
- Spooner Oldham - organy
- Tim Drummond - gitara basowa
- Jim Keltner - perkusja
- Barry Beckett - fortepian
- Terry Young - fortepian
- Clydie King, Regina Havis, Mona Lisa Young - chórki

## Dyskografia
Albumy
- Saved (1980)

## Wykonania piosenki przez innych artystów
- Helen Baylor na albumie różnych wykonawców Gotta Serve Somebody: The Gospel Songs of Bob Dylan (2003)